# Multicuiseur

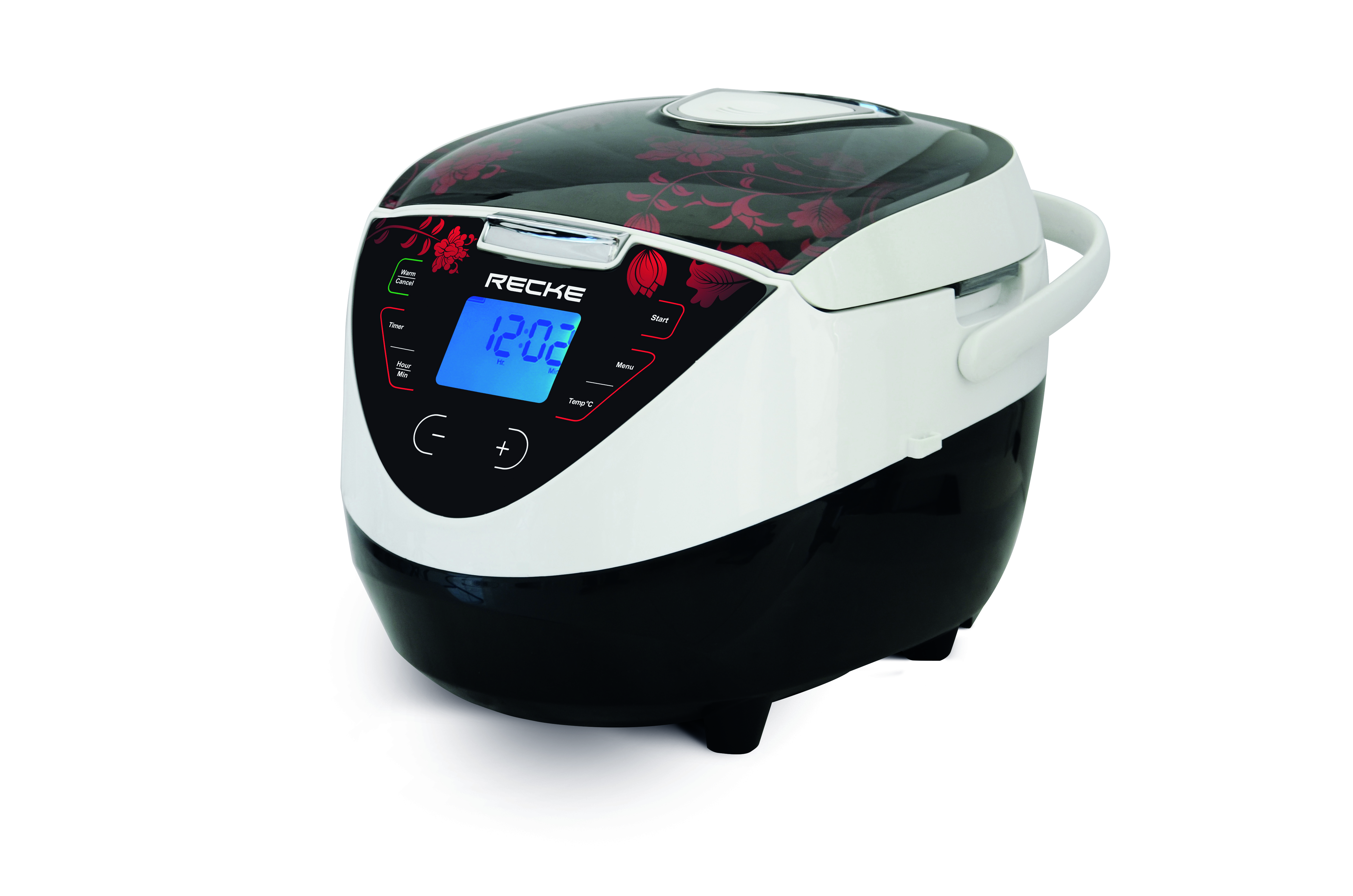
Un multicuiseur.

Un multicuiseur est un appareil électroménager multifonctions comportant un minuteur et un programmateur, permettant de faire cuire automatiquement diverses sortes d’aliments par ébullition, friture, rôtissage ou cuisson à la vapeur, de préparer des gâteaux ou des yaourts, et de maintenir les aliments au chaud. Il est prévu pour pouvoir remplacer cuiseur à riz, yaourtière, four, casseroles et poêles.

## Histoire
Les premiers appareils nommés multicuiseurs, fonctionnant avec une cuisinière à gaz, apparaissent au Royaume-Uni dans les années 1920.
Les multicuiseurs électriques sont une évolution des cuiseurs de riz apparus au Japon dans les années 1950, augmentés de diverses fonctions apparues à travers le temps[réf. souhaitée].